# Auditorio Nacional de Música
El Auditorio Nacional de Música es una sala de conciertos situada en Madrid, dedicada preferentemente a conciertos de música clásica. Es un organismo dependiente del Instituto Nacional de las Artes Escénicas y de la Música (Ministerio de Cultura). Obra del arquitecto José María García de Paredes, fue inaugurado el 21 de octubre de 1988 y su construcción fue programada dentro del Plan Nacional de Auditorios, destinado a dotar al país de una adecuada infraestructura musical.
Es sede de la Orquesta Nacional de España, del Coro Nacional de España y de la Joven Orquesta Nacional de España.

## Instalaciones

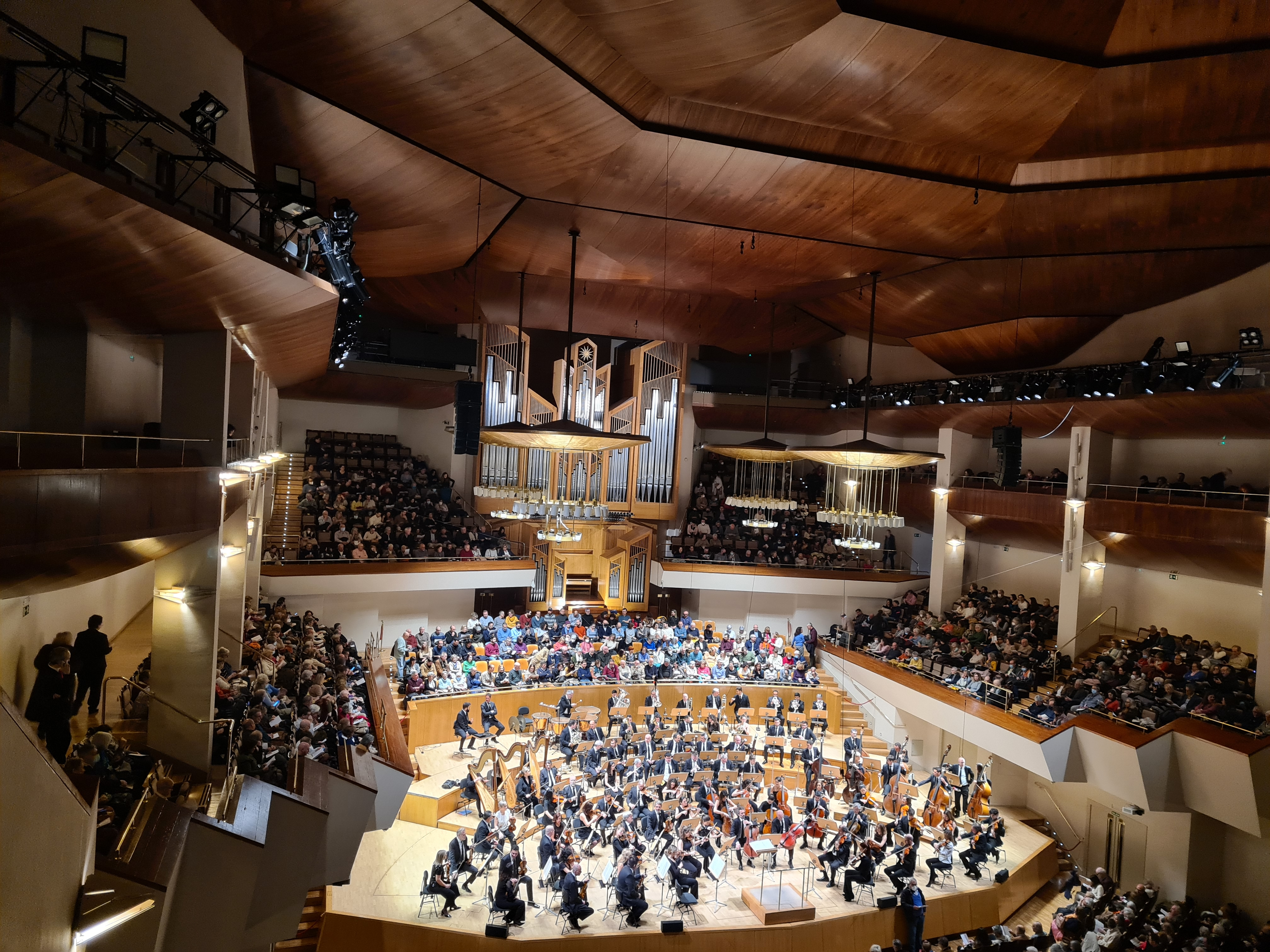
Sala sinfónica.

El Auditorio tiene una activa y continuada programación. Posee dos salas de conciertos, sinfónica y de cámara, con una capacidad de 2324 y 692 localidades, respectivamente, que permiten celebrar hasta cuatro conciertos diarios, en sesiones de tarde y noche. Además, dispone de una sala general del coro que es una tercera sala alternativa, con capacidad para 208 espectadores. Tiene también un salón de actos, sala de cuerdas para los ensayos, catorce salas individuales para la preparación de los solistas, una cabina de grabación, sala de prensa, dos cafeterías y una tienda de regalos.

### Sala sinfónica
La sala sinfónica presenta un órgano de 5700 tubos del especialista Gerhard Grenzing. Por otra parte, las áreas destinadas al Coro pueden ser fácilmente ocupadas por el público cuando se ejecuten obras puramente sinfónicas, aumentándose entonces el aforo de la Sala por encima de las 2400 localidades.
El escenario del Auditorio principal se ha proyectado con una superficie de 285 m², capaz para una orquesta sinfónica completa y un coro de 130 voces y puede ser fraccionado en podios complementarios para poder adaptar la escena a las distintas posibilidades de uso.

### Sala de Cámara
En la Sala de Cámara, se prevé que el escenario sea totalmente horizontal con una superficie de 100 m² que permitiría, incluso, la ejecución de sinfonías de Haydn o Mozart.